# II Zbór Kościoła Ewangelicznych Chrześcijan w Szczecinie

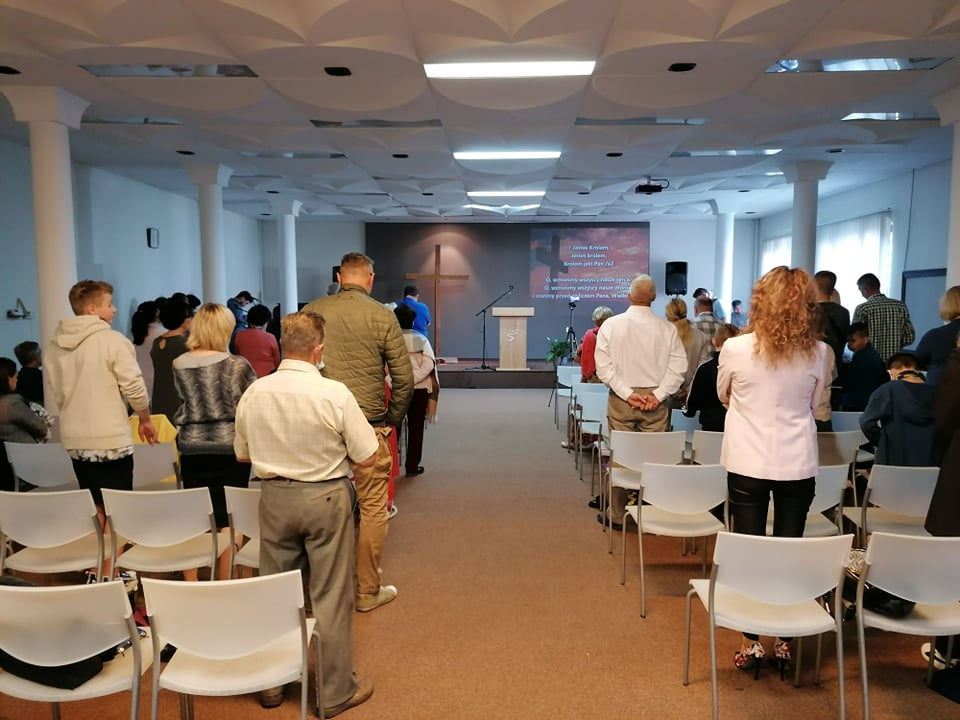
Nabożeństwo

II Zbór Kościoła Ewangelicznych Chrześcijan w Szczecinie – ewangeliczna wspólnota chrześcijańska, należąca do Kościoła Ewangelicznych Chrześcijan.

## Charakterystyka
Zbór w Szczecinie jest częścią Kościoła Ewangelicznych Chrześcijan, należącego do rodziny wolnych kościołów protestanckich. 

## Historia
Początki działalności Ewangelicznych Chrześcijan w Szczecinie wiążą się z przybyciem do miasta w 1946 repatrianta z Ukrainy, kaznodziei Ewangelicznych Chrześcijan - Juliana Kuryłowicza, który zaczął organizować w swoim mieszkaniu przy ul. Wycieczkowej 5/5 ewangeliczne nabożeństwa. II Zbór Kościoła Ewangelicznych Chrześcijan w Szczecinie został założony w 1994 przez grupę członków Zboru Kościoła Ewangelicznych Chrześcijan "Betel".

## Działalność
Nabożeństwa odbywają się w każdą niedzielę w budynku przy ul.Wita Stwosza 1A w Szczecinie. Charakteryzują się one prostą formą i składają się z kazań opartych na Biblii oraz wspólnego śpiewu i modlitwy. W czasie niedzielnych nabożeństw odbywają się zajęcia Szkoły Niedzielnej dla dzieci. Zbór prowadzi również regularne spotkania modlitewne, młodzieżowe oraz studium Biblii. Organizuje także spotkania w zakładach karnych i prowadzi szeroką działalność społeczną. Współpracuje także z innymi kościołami i organizacjami o charakterze ewangelicznym.
Pastorem Zboru jest Mariusz Socha. Działalnością Wspólnoty kieruje Rada Zboru (w której skład wchodzi m.in. pastor). Najwyższym organami Zboru jest Ogólne Zebranie Członków. Dokonuje ono między innymi wyboru pastora oraz członków Rady Zboru.